# Table des caractères Unicode/U1F100
Cette page contient des caractères spéciaux ou non latins. S’ils s’affichent mal (▯, ?, etc.), consultez la page d’aide Unicode.
Table des caractères Unicode U+1F100 à U+1F1FF.𝙊𝙍𝘾𝘼

## Alphanumériques entourés – supplément
Utilisés entre autres par la norme japonaise ARIB STD-B24.
Les caractères codés de U+1F1E6 à 1F1FF ne sont pas des lettres latines mais sont des symboles d’indicateur régional qui s’utilisent par paire selon le code à deux lettres d’un pays ou région ISO 3166-1 ; ils peuvent alors former un unique emoji affichant un drapeau. Par exemple  la paire formée par U+1F1EB (indicateur régional lettre F) et U+1F1F7 (indicateur régional lettre R), on représente la France (codée FR) dans l'ISO 3166-1 et on obtient alors:
- soit des symboles textuels côte à côte (normalement chaque lettre latine encadrée de pointillés ou décorée, ou dimensionnée de façon distinctive par exemple en petite capitale), ce qu’on peut préférer en suffixant le sélecteur de variante 15 (U+FE0E) et ce qu’affichera par défaut un moteur de rendu ne prenant pas en charge cette combinaison ni les sélecteurs de variantes ;
- soit un unique symbole émoji pour le drapeau de la France (ce qu’on peut préférer en suffixant le sélecteur de variante 16 (U+FE0F) :
🇫🇷S V 16 donne &#x1F1EB;&#x1F1F7;&#xFE0E;.

### Table des caractères
| en fr   | 0 | 1  | 2  | 3  | 4  | 5  | 6  | 7  | 8  | 9  | A  | B | C | D | E  | F |
| ------- | - | -- | -- | -- | -- | -- | -- | -- | -- | -- | -- | - | - | - | -- | - |
| U+1F100 | 🄀 | 🄁  | 🄂  | 🄃  | 🄄  | 🄅  | 🄆  | 🄇  | 🄈  | 🄉  | 🄊  | 🄋 | 🄌 |   |    |   |
| U+1F110 | 🄐 | 🄑  | 🄒  | 🄓  | 🄔  | 🄕  | 🄖  | 🄗  | 🄘  | 🄙  | 🄚  | 🄛 | 🄜 | 🄝 | 🄞  | 🄟 |
| U+1F120 | 🄠 | 🄡  | 🄢  | 🄣  | 🄤  | 🄥  | 🄦  | 🄧  | 🄨  | 🄩  | 🄪  | 🄫 | 🄬 | 🄭 | 🄮  | 🄯 |
| U+1F130 | 🄰 | 🄱  | 🄲  | 🄳  | 🄴  | 🄵  | 🄶  | 🄷  | 🄸  | 🄹  | 🄺  | 🄻 | 🄼 | 🄽 | 🄾  | 🄿 |
| U+1F140 | 🅀 | 🅁  | 🅂  | 🅃  | 🅄  | 🅅  | 🅆  | 🅇  | 🅈  | 🅉  | 🅊  | 🅋 | 🅌 | 🅍 | 🅎  | 🅏 |
| U+1F150 | 🅐 | 🅑  | 🅒  | 🅓  | 🅔  | 🅕  | 🅖  | 🅗  | 🅘  | 🅙  | 🅚  | 🅛 | 🅜 | 🅝 | 🅞  | 🅟 |
| U+1F160 | 🅠 | 🅡  | 🅢  | 🅣  | 🅤  | 🅥  | 🅦  | 🅧  | 🅨  | 🅩  | 🅪  | 🅫 |   |   |    |   |
| U+1F170 | 🅰 | 🅱  | 🅲  | 🅳  | 🅴  | 🅵  | 🅶  | 🅷  | 🅸  | 🅹  | 🅺  | 🅻 | 🅼 | 🅽 | 🅾  | 🅿 |
| U+1F180 | 🆀 | 🆁  | 🆂  | 🆃  | 🆄  | 🆅  | 🆆  | 🆇  | 🆈  | 🆉  | 🆊  | 🆋 | 🆌 | 🆍 | 🆎 | 🆏 |
| U+1F190 | 🆐 | 🆑 | 🆒 | 🆓 | 🆔 | 🆕 | 🆖 | 🆗 | 🆘 | 🆙 | 🆚 | 🆛 | 🆜 | 🆝 | 🆞  | 🆟 |
| U+1F1A0 | 🆠 | 🆡  | 🆢  | 🆣  | 🆤  | 🆥  | 🆦  | 🆧  | 🆨  | 🆩  | 🆪  | 🆺 | 🇊 |   |    |   |
| U+1F1B0 |   |    |    |    |    |    |    |    |    |    |    |   |   |   |    |   |
| U+1F1C0 |   |    |    |    |    |    |    |    |    |    |    |   |   |   |    |   |
| U+1F1D0 |   |    |    |    |    |    |    |    |    |    |    |   |   |   |    |   |
| U+1F1E0 |   |    |    |    |    |    | 🇦  | 🇧  | 🇨  | 🇩  | 🇪  | 🇫 | 🇬 | 🇭 | 🇮  | 🇯 |
| U+1F1F0 | 🇰 | 🇱  | 🇲  | 🇳  | 🇴  | 🇵  | 🇶  | 🇷  | 🇸  | 🇹  | 🇺  | 🇻 | 🇼 | 🇽 | 🇾  | 🇿 |